# Digestão aeróbica
Digestão aeróbica é o processo de decomposição orgânica onde as bactérias aeróbicas, que apenas sobrevivem na presença de oxigénio, conseguem rapidamente decompor os resíduos orgânicos, tendo como produtos o gás carbônico CO2 e água. Este processo ocorre com alguma celeridade e produz calor.
Inicia-se por uma fermentação ácida na qual os açúcares simples presentes na matéria são fermentados e transformam-se em acetato (ácido acético). O processo termina após o consumo de todo o oxigénio, que dá lugar à digestão anaeróbica que por sua vez irá produzir metano.